# Sara Breistøl
Sara Breistøl, née le 26 juin 1982 à Tønsberg, est une handballeuse norvégienne. Elle arrête sa carrière à la fin de la saison 2012-2013.
En 2011, elle remporte la Ligue des champions avec son club de Larvik HK.
Sa cousine Kristine Breistøl est également internationale de handball.

## Palmarès
- Vainqueur de la Ligue des champions en 2011 avec Larvik HK
- Vainqueur de la Coupe d'Europe des vainqueurs de coupe en 2005 et 2008 avec Larvik HK
- Finaliste de la Coupe d'Europe des vainqueurs de coupe en 2009 avec Larvik HK